# Гартманн, Садакити
Карл Садакити Гартман (яп. サダキチ・ハートマン, англ. Sadakichi Hartmann; 1867—1944) — поэт и литературный критик немецко-японского происхождения, писавший на английском языке.

## Биография
Карл Садакити Гартманн родился 8 ноября 1867 года в Нагасаки, в Японии в семье немца Карла Германа Оскара Гартманна и японки Осады Гартман. Мать скончалась, когда он был ребёнком, и отец, состоятельный торговец, отправил Садакити и его брата Тару в Гамбург, в Германию.
В Германии он учился в школе-интернате в Штайнвердере. В 15 лет по требованию отца поступил в Военно-морскую академию в Киле, откуда вскоре бежал в Париж, за что был лишен наследства.
В 1882 году прибыл в Филадельфию, в США. В 1894 году он принял гражданство США.
После неудачной попытки самоубийства в 1891 году, женился на медсестре Элизабет Бланш Уолш, писавшей пьесы под псевдонимом Элизабет Брей. Они переехали в Бостон из Гринвич-Виллидж в Нью-Йорке. Здесь Садакити Гартман основал журнал Художественный критик.
В 1910 году развёлся с первой женой, от которой у него было пятеро детей. Он также имел сына от поэтессы Анн Труп и семерых детей от художницы Лилиан Боххэм.
Один из главных представителей раннего модернизма, Садакити Гартман был другом и секретарём Уолта Уитмена, другом Стефана Малларме и Эзры Паунда. Его поэзия, испытавшая сильное влияние символистов и японской традиционной литературы, представлена несколькими сборниками: Дрейфующие в море цветы и другие стихотворения (1904), Мои рубаи (1913) и Японские ритмы (1915).
Им был написан ряд критических исследований, посвященных культуре: Шекспир в искусстве (1901) и Японское искусство (1904) . В 1910-х годов Гвидо Бруно провозгласил его королём богемы Гринвич-Виллидж.
Садакити Гартманн является автором самых ранних хайку на английском языке. Он также был одним из первых критиков, обративших внимание на искусство фотографии. Им было написано несколько эссе в Camera Notes Альфреда Штиглица.
Последние годы жизни он провел в Голливуде (штат Калифорния), где даже снялся в роли придворного мага в фильме Рауля Уолша «Багдадский вор» (с Дугласом Фэрбенксом в главной роли).
Садакити Гартманн умер 22 ноября 1944 года в Сент-Питерсберге (штат Флорида), где гостил у дочери.

## Сочинения
- Христос. Драматическая поэма в 3 актах. (Christ: A Dramatic Poem in Three Acts, 1893);
- Будда. Драма в 12 сценах. (Buddha: A Drama in Twelve Scenes, 1897);
- Мохаммед (Mohammed, 1899);
- Шопенгауэр в эфире. Семь историй. (Schopenhauer in the Air: Seven Stories, 1899);
- Шекспир в искусстве (Shakespeare in Art, 1900);
- История американского искусства (A History of American Art, 1901);
- Японское искусство (Japanese Art, 1903);[2]
- Цветы дрейфующие в море и другие стихотворения (Drifting Flowers of the Sea and Other Poems, 1904);[3]
- Ландшафт и фигурная композиция (Landscape and Figure Composition, 1910);[4]
- Книга Уистлера (The Whistler Book, 1910);[5]
- Мои рубаи (My Rubaiyat, 1913);[6]
- Вечный мир: сон? (Permanent Peace: Is it a Dream?, 1915);
- Танка и хайку. Японские ритмы. (Tanka and Haikai: Japanese Rhythms, 1916);[7]
- Последние 30 дней Христа (The Last Thirty Days of Christ, 1920);[8]
- Конфуций. Драма в 2 актах (Confucius: A Drama in Two Acts, 1923);
- Моисей. Драма в 6 эпизодах. (Moses: A Drama in Six Episodes, 1934);
- Будда, Конфуций, Христос. Три пророческие пьесы (Buddha, Confucius, Christ: Three Prophetic Plays, 1971 (посмертное издание));